# Yungasmanakin
Yungasmanakin (Chiroxiphia boliviana) är en fågel i familjen manakiner inom ordningen tättingar.

## Utbredning och systematik
Fågeln förekommer i sydöstra Peru (Cuzco, södra Madre de Dios och Puno) och västra Bolivia. Den behandlas som monotypisk, det vill säga att den inte delas in i några underarter.

## Status och hot
Arten har ett stort utbredningsområde, men tros minska i antal, dock inte tillräckligt kraftigt för att den ska betraktas som hotad. Internationella naturvårdsunionen IUCN listar arten som livskraftig (LC).

## Namn
Yungas är en växtzon i Andernas östsluttning.